# Ramon Humber
(en) Statistiques sur pro-football-reference
Ramon Sylvester Humber II (né le 10 août 1987 à Brooklyn Park) est un joueur américain de football américain.

## Carrière

### Université
Humber fait ses études à l'université d'État du Dakota du Nord, jouant avec l'équipe de football américain des Bison.

### Professionnel
Ramon Humber n'est sélectionné par aucune équipe lors du draft de la NFL de 2009. Peu de temps après, il signe comme agent libre non drafté avec les Colts d'Indianapolis et joue les seize matchs de la saison, faisant dix-sept tacles avec l'équipe spéciale. En 2010, il joue deux matchs avec les Colts avant de se casser la main. Le 9 novembre 2010, il est libéré par Indianapolis.
Le 1er décembre, les Saints de la Nouvelle-Orléans le font signer et Humber joue trois matchs. Le 5 septembre 2011, il est libéré par la franchise des Saints et se retrouve agent libre.